# Morvaszentjános
Morvaszentjános (korábban Szentjános, szlovákul Moravský Svätý Ján, németül Sankt Johann an der March) község Szlovákiában, a Nagyszombati kerületben, a Szenicei járásban.

## Fekvése
Malackától 18 km-re északra, a Morva bal partján fekszik.

## Nevének eredete
Nevét templomának védőszentjéről kapta.

## Története
Területén 1933-ban avar kori kincsleletet (mezőgazdasági és kézműves szerszámok, fegyverek, övveret és lószerszám részei) találtak.
A tatárjárás után IV. Béla a szentjánosi uradalmat Resicki Péternek adta, aki kastélyt is épített a faluban. Első említése 1449-ből származik. A 15. században az uradalom a Révayaké, majd a Szentgyörgyi és Bazini grófoké volt. Ezután Éleskő várának uradalmához tartozott.
A 16. században a falu nevezetes volt habán kerámiáiról. A habánok a század második felében telepedtek itt le. Iskoláját Mária Terézia uralkodása alatt nyitották meg, ahol egészen 1884-ig német nyelvű volt a tanítás. A 17. századtól Szentjános mezőváros volt vásártartási joggal. Urai a Keglevichek, Batthyányiak, Zichyek, Jeszenákok és Erdődyek voltak. A 18. századtól postahivatal is működött a településen. Önkéntes tűzoltó egyesülete 1879-ben alakult.
Vályi András szerint "SZENT JÁNOS. Svati Ján. Tót Mezőváros Pozsony Várm. földes Ura Gr. Batthyáni Uraság, lakosai katolikusok, ’s az Uraságnak házaival ékes; fekszik térséges, és homokos helyen, az Éleskői Uradalomhoz tartozik. Annakelőtte itten Anabaptistáknak Társaságjok vala; de M. Teréziának közbevetése, ’s Barkóczy Primásnak igyekezete által a’ R. Katolika Hitre tértek. Még azután is mozogtak ismét II. József alatt; de Hg. Batthyáni ő Eminentziájának elintézése által 1783-dikban ismét letsillapíttattak. Postája, és Harmintzadgya is van; határbéli földgyei leginkább gabonát, árpát, és kendert teremnek; réttye, mezője elég van, szőleje nintsen; két pusztáji is vagynak, erdője hasznos, Morva vize nedvesítí; piatza Nagy Lévárdon."
Fényes Elek szerint "János-Szent, (Szvati Jan), vegyes német-tót m. v., Poson vármegyében, a Morva vizétől 1/2, Posontól 7 mfd. távolságra. Kath. paroch. templom. Urasági lakház. Harminczad és posta hivatal. – Lakosai közt, kik 1578. kath., 190 zsidóra mennek, hajdan több anabaptisták voltak, de a r. kath. hitre téritettek Mária Therézia és Batthyáni primás alatt; később II. József alatt ismét mozogván, herczeg Batthyánitól lecsillapíttattak 1785-ban. Isteni tiszteletöket német nyelven tartják. Határa Sz. Jánosnak róna, tágas, nagy részt homokos, azonban rozst, árpát, kendert jót terem; legelője elég; – erdeje szép, benne sok vad. Van két vizimalma is. F. u. gr. Batthyáni János özvegye s feje egy uradalomnak, melly másképpen éleskőinek neveztetik."
Neve korábban Szentjános volt; 1913-ban már Morvaszentjános néven említik.
A trianoni békeszerződésig Pozsony vármegye Malackai járásához tartozott.
A 20. században szeszfőzde és konzervgyár működött itt.

## Népessége
| Év:            | 1994. | 2004.   | 2014.   | 2024.   |
| -------------- | ----- | ------- | ------- | ------- |
| Emberek száma: | 2018  | 2074    | 2115    | 2126    |
| Eltérés:       |       | +2,77 % | +1,97 % | +0,52 % |

| Év:            | 2023. | 2024.   |
| -------------- | ----- | ------- |
| Emberek száma: | 2135  | 2126    |
| Eltérés:       |       | -0,42 % |

1910-ben 1917, többségben szlovák lakosa volt, jelentős német kisebbséggel.
2001-ben 2001 lakosából 1959 szlovák volt.
2011-ben 2125 lakosából 1959 szlovák.

## Neves személyek
- Itt született 1821-ben Boltizár József (1821-1905) római katolikus pap, esztergomi segédpüspök.
- Itt született 1834-ben Papanek Sándor (1824-1893) ügyvéd, kúriai bíró.[7]
- Itt született 1844-ben Andrej Kubina jezsuita áldozópap.
- Itt született 1873-ban Mérő István festő.
- Itt hunyt el 1881-ben Lukácsy Béla római katolikus plébános, országgyűlési képviselő.

## Nevezetességei
- Keresztelő Szent János tiszteletére szentelt római katolikus temploma 1840 és 1851 között épült a korábbi barokk templom helyett, melynek tornya megmaradt.
- A Zichy-kastély 1866-ban épült barokk stílusban, később leégett és a birtokos Hirsch család kétemeletesen építette újjá. 1917-ig a Hohenlohe hercegi család birtoka volt. 1965-óta szociális otthon működik benne.
- Szűz Mária Neve tiszteletére szentelt kápolna.

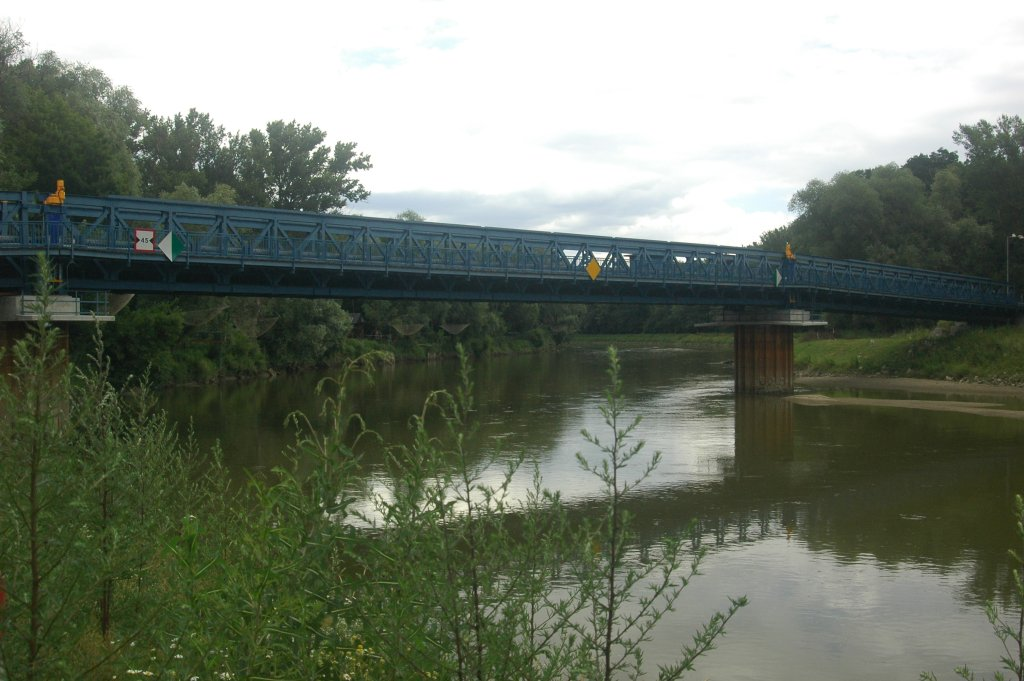
A Morva hídja Morvaszentjánosnál

- Habán kápolna.

## Külső hivatkozások
- Hivatalos oldal Archiválva 2007. október 11-i dátummal a Wayback Machine-ben
- Községinfó
- Morvaszentjános Szlovákia térképén
- Travelatlas.sk
- E-obce.sk[halott link]